# Juniperus navicularis
Juniperus navicularis, también conocido como enebro portugués o piorro, es un género de plantas de la familia de las cupressáceas endémica de áreas costeras del sur de España y Portugal, desde Alentejo hasta Cádiz, en bosques arbustivos, zonas dunares y arenas marítimas.

## Descripción
Es una planta arbustiva dioica de hasta 2 metros de altura. Las hojas son aciculares, y de 4 a 12 mm de largo y alrededor de 1 mm de ancho, con el ápice redondeado y con un mucrón. Las hojas se juntan en la base en verticilos de tres, generalmente. Tienen un nervio central verde muy marcado y aparecen dos bandas estomáticas de color blanquecino en la cara.
Los conos, denominados gálbulos, son muy pequeños y tienen aspecto de baya. Aparecen de forma axilar. Su color varía desde los estadios juveniles donde va del amarillo al rojo, mientras que en los estadios adultos el color es castaño.

## Distribución
En 1986, Juniperus navicularis era en la práctica una especie endémica de Portugal, aunque posteriormente se realizaron estudios en los que se constató la presencia de la especie en las provincias de Almería y Cádiz. Actualmente se considera que la especie está relicta en el litoral del Golfo de Cádiz, propia de arenales de carácter ácido, acorralada por la alteración del litoral y también por la repoblación de arenales con pino piñonero.
Juniperus navicularis ha sido incluido en la Lista Roja de la Flora Vascular Española de 2008 en la categoría de “en peligro crítico”, lo que da idea de la importancia que tiene esta especie. Sin embargo, el árbol en Portugal goza de un rango de distribución más amplio.